# Paralimna piger
Paralimna piger är en tvåvingeart som beskrevs av Cresson 1933. Paralimna piger ingår i släktet Paralimna och familjen vattenflugor. Inga underarter finns listade i Catalogue of Life.